# Kleiner Jugelbach
Der Kleine Jugelbach ist ein knapp 1 km langer, linker Zufluss des Pechöferbaches. Dieser bildet in Johanngeorgenstadt im sächsischen Erzgebirge ein Stück der Grenze zu Tschechien.

## Verlauf
Der Kleine Jugelbach entspringt am Kamm des Erzgebirges, nordöstlich des Scheffelsberges in Oberjugel.

## Besonderheiten
Zum Unterschied zum im Lehmergrund fließenden größeren Jugelbach trägt er den Zusatz Kleiner.
Auf aktuellen topographischen Karten wird der Kleine Jugelbach nur als Jugelbach bezeichnet, während der eigentliche Jugelbach in der Regel keine Bezeichnung trägt.